# Jadwiga Rappé

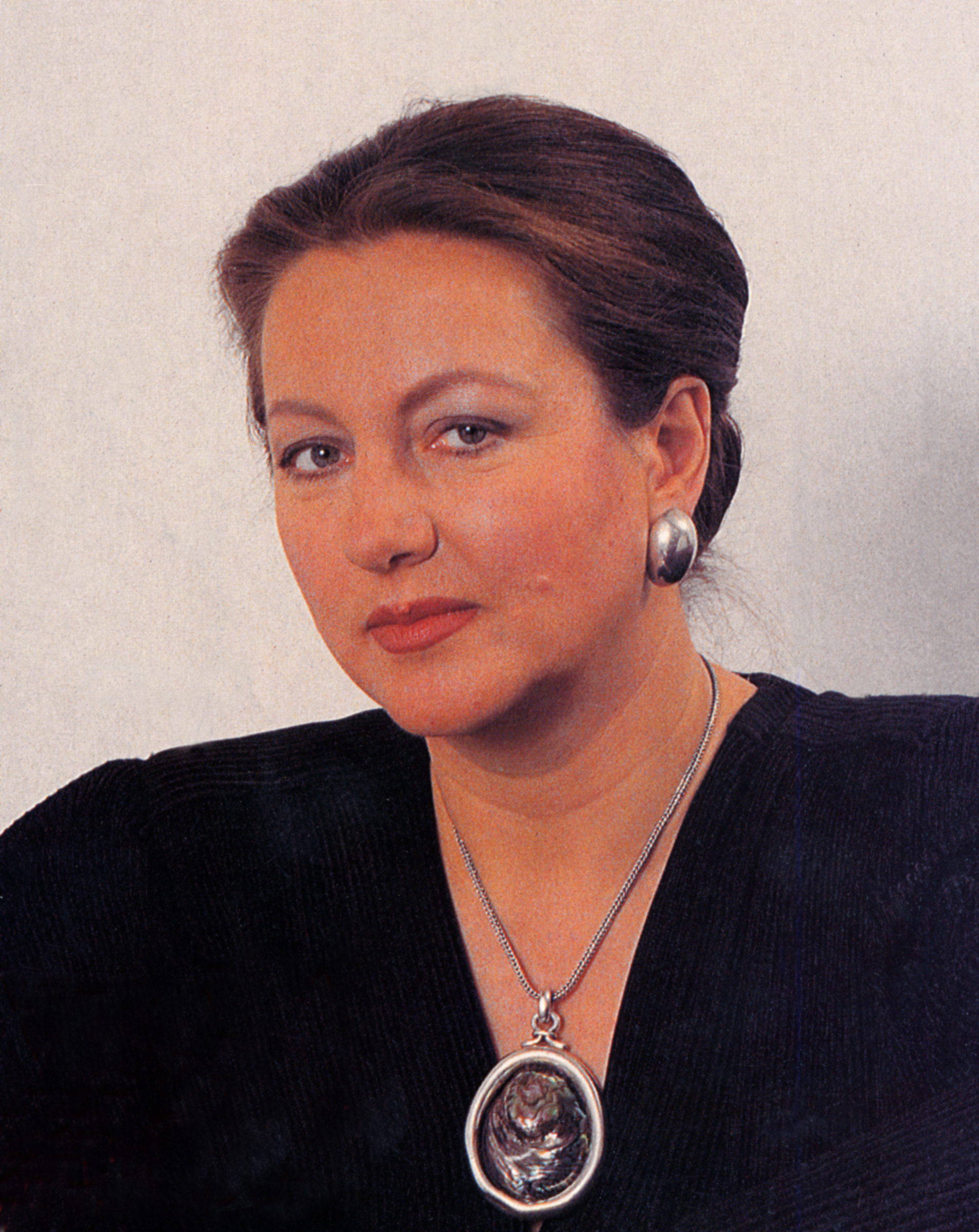
Jadwiga Rappé

Jadwiga Rappé (Toruń, 24 februari 1952 – Warschau, 16 mei 2025) was een Poolse altzangeres.

## Loopbaan
Ze volgde haar opleiding bij Zofia Bregy aan de Frédéric Chopinuniversiteit voor Muziek in Warschau en later bij Jerzy Artysz in Wrocław. Daarnaast studeerde ze Poolse en Slavische filologie aan de Universiteit van Warschau.
In 1980 won ze de eerste prijs bij de Internationale Johann Sebastian Bach-competitie in Leipzig en in 1981 ook de eerste prijs op het Festival van Jonge Solisten in Bordeaux. In 1983 maakte ze in het Teatr Wielki, het grote theater van Warschau, haar operadebuut in de titelrol van Georg Friedrich Händels Amadigi di Gaula. Onder haar grote operarollen vallen Orfeo in Christoph Willibald von Glucks Orfeo ed Euridice en de vele altpartijen in de opera's van Händel, waarin ze gespecialiseerd was. Ze zong Erda in Der Ring des Nibelungen van Richard Wagner in vele Europese operatheaters. Haar repertoire omvatte ook cantates, liederen en oratoria, waaronder Arthur Honeggers Le roi David. Ze stond bekend als voorvechtster van het werk van Poolse componisten als Karol Szymanowski, Witold Lutosławski, Tadeusz Baird, Andrzej Panufnik, Krzysztof Penderecki en Henryk Górecki. Rappé gaf de voorkeur aan relatief onbekende werken boven het standaardrepertoire voor haar stemtype. Daarom werd ze vaak gevraagd voor internationale festivals.
Ze werd negen keer genomineerd voor de Fryderyk, de belangrijkste Poolse muziekprijs, die ze vier keer kreeg.
Jadwiga Rappé gaf les aan de Frédéric Chopinuniversiteit voor Muziek in Warschau en de Stanisław Moniuszko Muziekacademie Gdańsk.
Rappé overleed na een langdurige ziekte op 16 mei 2025 op 73-jarige leeftijd.